# Ruggiero Romano
Ruggiero Romano (ur. 23 listopada 1923, zm. 5 stycznia 2002) – włoski historyk, związany ze Szkołą Annales. 

## Wybrane publikacje
- (współautor Alberto Tenenti), Die Grundlegung der modernen Welt: Spätmittelalter, Renaissance, Reformation, Fischer Weltgeschichte Band 12 (italienische Ausgabe: Alle origini del mondo moderno, 1350–1550, 1967)
- (współautor  Fernand Braudel), Navires et marchandises à l’entrée du port de Livourne (1547-1611), Paris: A. Colin 1951
- Le Commerce du Royaume de Naples avec la France et les pays de l’Adriatique au XVIIIeme siecle, Paris 1951
- Commerce et prix du blé au Marseille au XVIIIe siècle, Editions de l'Ecole des Hautes Etudes en Sciences Sociales  1956
- Una economia colonial: Chile en el siglo XVIII, Buenos Aires, 1965
- Les Conquistadores: Les mécanismes de la conquête coloniale, 1974, Flammarion 1999
- Napoli: Dal Viceregno al Regno. Storia economica, Einaudi 1976
- Herausgeber mit Corrado Vivanti: Storia d'Italia, t. 1-6, Einaudi 1972-1976
- L'Europa tra due crisi. XIV e XVII secolo, Einaudi 1980
- Tra due crisi: l’Italia del Rinascimento, Turin, Einaudi, 1971
- Tra storici ed economisti, Einaudi 1982
- Herausgeber: Storia dell'economia italiana, t. 1-3, Einaudi 1990-1991
- Conjonctures opposées: La crise du XVIIe siècle en Europe et en Amérique ibérique, Librairie Droz 1992
- Paese italia, Donzelli 1994
- Braudel e noi. Riflessioni sulla cultura storica del nostro tempo, Donzelli 1995
- Europa e altri saggi di storia, Donzelli 1996
- America latina. Elementi e meccanismi del sistema economico coloniale (secoli XVI-XVIII), UTET 2007

## Publikacje w języku polskim
- Ameryka indiańska?, wybór i wstęp Ruggiero Romano, tł. z hisz. Jadwiga Burger, z fr. Marcin Kula, Warszawa: Państwowe Wydawnictwo Naukowe 1971.
- Między dwoma kryzysami: Włochy Renesansu, przeł. Hanna Szymańska, Jan Stanisław Łoś, Warszawa: Państwowy Instytut Wydawniczy 1978.
- Ekspansja Europy w XV wieku; Narodziny świata nowożytnego (1), red. tomu Wojciech Adamski, Michał Stachowski, Madrid: Mediasat Group - Kraków: Mediasat Poland 2007.